# Падинское
Па́динское — село в составе Новоселицкого района (муниципального округа) Ставропольского края России.

## Этимология названия
Название Падинское происходит от слова «падина» (долина), что объясняется географическим положением села, которое находится «в низине, защищённой от ветров холмами». В источниках также встречается вариант Падинка.

## География
Село расположено у реки Калиновки, в 96 км к юго-востоку от краевого центра и в 24 км к северо-западу от районного центра. По сведениям за 1988 год, в нём имелись три пруда — Дальний, Средний и Центральный.
Границы села Падинского установлены Законом Ставропольского края от 8 июня 2004 года N 43-кз «Об установлении границ муниципальных образований в Новоселицком районе Ставропольского края».

## История
Село Падинское образовано в 1880 году на земле, ранее принадлежавшей селу Калиновскому (хутору Нижне-Калиновскому):594. Коренные жители — бывшие казаки Хопёрского полка. Впоследствии к ним также присоединились переселенцы из Полтавской, Курской и Черниговской губерний.
По другим данным, с 1879 по апрель 1880 года в Журавской волости Александровского уезда было заселено новое село Падинское с земельным наделом в 4643 десятины 2150 саженей, к нему причислено от села Калиновского 106 казаков и 16 государственных крестьян.
По данным «Статистика населённых мест и поземельной собственности по Ставропольской губернии, 1881 год» самостоятельное село Александровского уезда.
По состоянию на 1 января 1926 года в Падинском сельсовете значилось 3 колхоза «Ленинская искра», «Просвет новой жизни» и «Свобода». К концу 1980-х годов на территории сельсовета действовали рознично-торговое предприятие, фельдшерско-акушерский пункт, Дом быта, библиотека, средняя школа и школа-интернат, лесхоз, карьер.
На 1 марта 1966 года Падинское входило в состав территории Журавского сельсовета Александровского района Ставропольского края (центр — село Журавское):7.
До 1972 года село входило в Александровский район.
На 1 января 1983 года село — центр Падинского сельсовета Новоселицкого района. Территория сельсовета включала 3 населённых пункта: село Падинское, посёлки Виноградный и Новый Маяк:23.
До 16 марта 2020 года село образовывало сельское поселение село Падинское.

## Население
| 1897  | 1903  | 1989  | 2002  | 2010  | 2011  | 2012  |
| ----- | ----- | ----- | ----- | ----- | ----- | ----- |
| 1369  | ↘1353 | ↘1265 | ↗1626 | ↘1609 | ↘1604 | ↘1574 |
| 2013  | 2014  | 2015  | 2016  | 2017  | 2018  | 2019  |
| ↘1572 | ↗1581 | ↗1600 | ↗1630 | ↗1657 | →1657 | ↘1631 |
| 2020  | 2021  |       |       |       |       |       |
| ↘1622 | ↗1680 |       |       |       |       |       |

По данным переписи 2002 года, в национальной структуре населения преобладают русские (81 %).

## Инфраструктура
- Дом культуры[30]
- Библиотека. Открыта 26 октября 1953 года[31]
- ООО ОПХ «Луч»[32]
- Совхоз «Крутоярский». Упоминается в 1969—1991 годах[12]
- Колхоз «Заря». Упоминается в 1965—1991 годах[12]
- Колхоз им. Кирова. Упоминается в 1846—1955 годах[12]
- Колхоз «Новая жизнь». Упоминается в 1946—1950 году[12]
- Два общественных кладбища. Первое, площадью 23 684 м², расположено в 1 км к северо-востоку от Падинского. Второе, площадью 6815 м², находится в 2,3 км к юго-востоку от села[33].

## Образование
- Детский сад № 4[34]
- Специальная (коррекционная) школа-интернат № 9 для детей-сирот и детей, оставшихся без попечения родителей, с ограниченными возможностями здоровья VIII вида[35]
- Средняя общеобразовательная школа № 4[36]

## Памятники
- Памятник В. И. Ленину. 1962 год.  261711163760005
- Братская могила красных партизан гражданской войны. В 1943 году в эту могилу захоронен погибший при освобождении села сержант Контюшов, ул. Красная.  261711163320005
- Братская могила воинов Советской Армии, погибших смертью храбрых в годы Великой Отечественной войны, ул. Красная.  261711163390005